# ريتشارد كوين (لاعب كرة قدم أمريكية)
ريتشارد كوين (بالإنجليزية: Richard Quinn)‏ هو لاعب كرة قدم أمريكية أمريكي، ولد في 6 سبتمبر 1986 في ميبل هايتس في الولايات المتحدة.

## وصلات خارجية
- ريتشارد كوين على موقع مرجع كرة القدم المحترفة.كوم (الإنجليزية)